# Wolliger Flieder

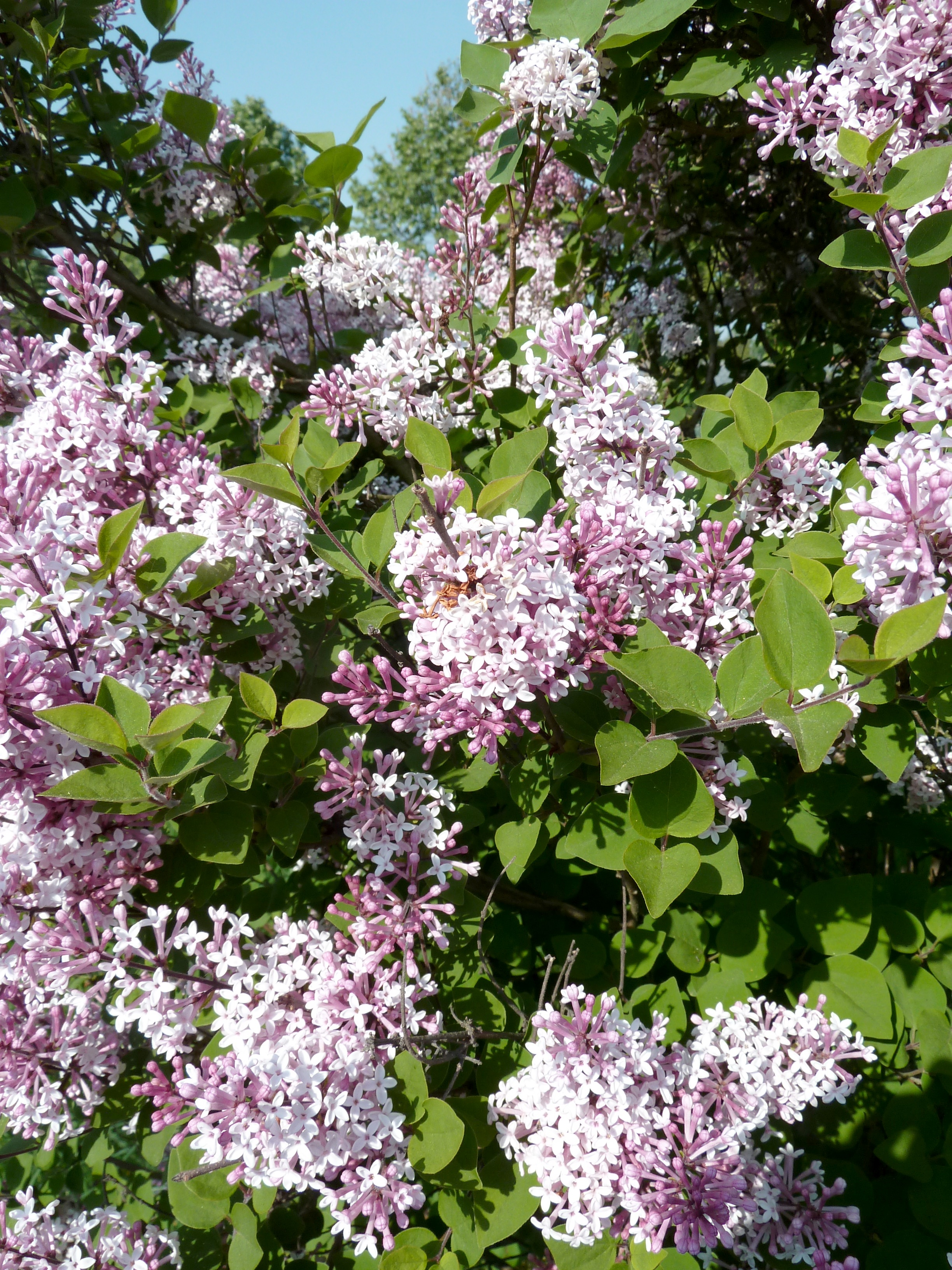
Blütenstände und Blätter

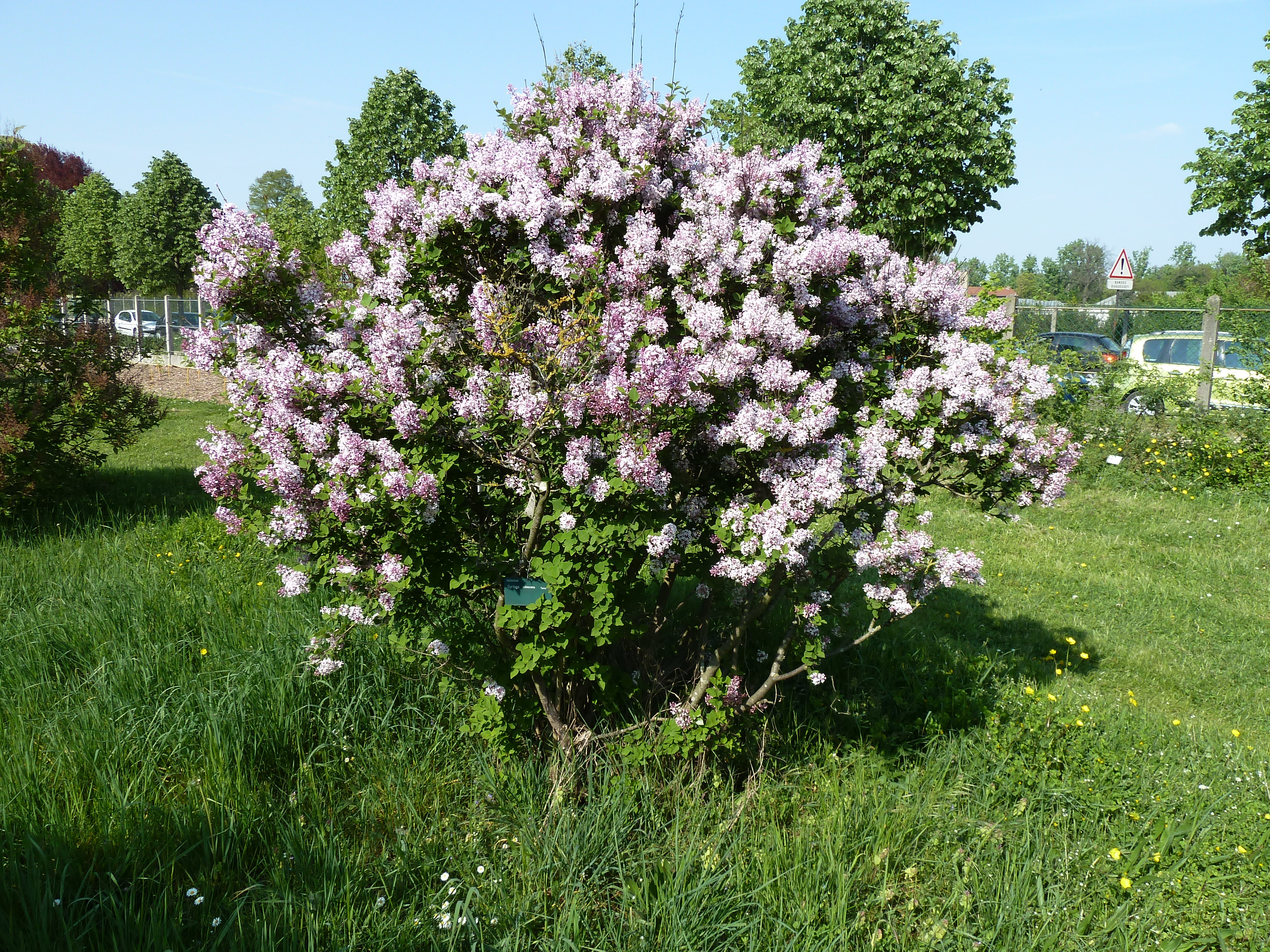
Blühender Strauch

Der Wollige Flieder (Syringa pubescens) ist ein aufrechter Strauch mit lilarosafarbenen und stark duftenden Blüten aus der Familie der Ölbaumgewächse (Oleaceae). Das natürliche Verbreitungsgebiet liegt in China und Korea. Die Art wird selten als Zierstrauch verwendet.

## Beschreibung
Der Wollige Flieder ist ein 1 bis 4 Meter hoher, aufrechter Strauch. Die Zweige sind dünn, anfangs violett überlaufen, vierkantig oder beinahe stielrund, kahl, schwach flaumig behaart, fein behaart oder behaart. Endknospen fehlen. Die Laubblätter haben einen 0,5 bis 2 Zentimeter langen, kahlen bis behaarten Stiel. Die Blattspreite ist einfach, 1,5 bis 8, selten 13 Zentimeter lang und 1 bis 6 Zentimeter breit, eiförmig, eiförmig-elliptisch bis lanzettlich oder verkehrt eiförmig bis mehr oder weniger rundlich, stumpf, spitz oder geschwänzt zugespitzt und mit keilförmiger bis rundlicher Basis. Die Blattoberseite ist dunkelgrün, kahl bis behaart, die Unterseite ist ebenfalls kahl bis behaart oder zottig behaart.
Die Blüten wachsen in 5 bis 16 Zentimeter langen und 2,5 bis 7 Zentimeter durchmessenden, aufrechten, seitständigen oder selten endständigen kahlen bis behaarten Rispen. Die Blüten sind sitzend oder kurz gestielt. Der Kelch ist 1,5 bis 2 Millimeter lang. Die Blütenkrone ist 0,8 bis 1,8 Zentimeter breit, purpurn, rosafarben, lila bis weiß. Die Kronröhre ist 0,6 bis 1,7 Zentimeter lang und mehr oder weniger zylindrisch bis leicht trichterförmig. Die Kronzipfel sind eiförmig bis länglich und ausgebreitet. Die Staubbeutel sind purpurn bis schwarz, selten gelb und liegen beim Schlund bis etwa 3 Millimeter unter dem Schlund. Als Früchte werden 0,7 bis 2 Zentimeter lange, lang elliptische bis länglich-lanzettliche, stumpfe und mit deutlichen Korkporen besetzte Kapseln gebildet.

## Verbreitung
Das natürliche Verbreitungsgebiet liegt in China in der Provinz Gansu, in Hebei, Henan, im Westen und Nordwesten von Hubei, in Jilin und Liaoning, im Süden von Ningxia, im Osten von Qinghai, in Shaanxi, im Westen von Shandong, in Shanxi und im Nordosten von Sichuan und auf der Koreanischen Halbinsel. Der Wollige Flieder wächst auf Berghängen, Grasflächen, in Wäldern, Dickichten und entlang von Flussläufen in Höhen von 300 bis 3400 Metern auf frischen, schwach sauren bis schwach alkalischen, sandig-lehmigen bis lehmigen, mäßig nährstoffreichen Böden an sonnigen bis lichtschattigen Standorten. Die Art ist wärmeliebend und frosthart.

## Systematik
Der Wollige Flieder (Syringa pubescens) ist eine Art aus der Gattung der Flieder (Syringa) in der Familie der Ölbaumgewächse (Oleaceae). Dort wird die Gattung der Tribus Oleeae zugeordnet. Die Art wurde von Nikolai Turtschaninow 1840 erstmals wissenschaftlich beschrieben. Der Gattungsname Syringa wurde von Linné 1753 gewählt, zuvor ab etwa dem 16. Jahrhundert wurde der Name sowohl für den Gemeinen Flieder (Syringa vulgaris) als auch für den Europäischen Pfeifenstrauch (Philadelphus coronarius) verwendet. Er wurde wahrscheinlich von der griechischen „syrigs“ abgeleitet, einem Blasinstrument, das man aus den Ästen des Pfeifenstrauchs herstellen kann. Das Artepitheton pubescens stammt aus dem Lateinischen und bedeutet „flaumhaarig“.
Es werden vier Unterarten unterschieden:
- Julianes Flieder[7] (Syringa pubescens subsp. julianae (C. K. Schneider) M. C. Chang & X. L. Chen) mit mehr oder weniger stielrunden Zweigen und Blütenstandsachsen. Der Blütenkelch ist purpurn und kahl. Die Staubbeutel liegen bis 1 Millimeter innerhalb der Kronröhre. Die Unterart blüht von Mai bis Juni, die Früchte reifen im Oktober. Das Verbreitungsgebiet liegt in der chinesischen Provinz Hubei. Die Unterart wurde von Camillo Karl Schneider 1911 als eigene Art Syringa julianae beschrieben und wurde 1990 als Unterart Syringa pubescens zugeordnet.[8]
- Kleinblättriger Flieder[7] (Syringa pubescens subsp. microphylla (Diels) M. C. Chang & X. L. Chen) mit mehr oder weniger stielrunden Zweigen und Blütenstandsachsen. Der Blütenkelch ist purpurn, meist schwach flaumhaarig, seltener dicht behaart oder beinahe kahl. Die Staubbeutel liegen bis 3 Millimeter innerhalb der Kronröhre. Die Unterart blüht von Mai bis Juni, die Früchte reifen von Juli bis Oktober. Die Chromosomenzahl beträgt 2n = 46.[9] Das Verbreitungsgebiet liegt in den chinesischen Provinzen Gansu, Hebei, Henan, Hubei, Ningxia, Qinghai, Shaanxi, Shanxi und Sichuan in Wäldern, auf Grasland, entlang von Flussläufen und auf Bergen in Höhen von 500 bis 3400 Metern. Die Unterart wurde von Ludwig Diels 1900 als eigene Art Syringa microphylla und von Camillo Karl Schneider 1905 als Syringa giraldiana beschrieben. Sie wurde 1990 als Unterart Syringa pubescens zugeordnet. In der Unterart werden drei Varietäten unterschieden, die sich durch die Behaarung der Blätter, die Farbe der Blütenkrone und der Staubbeutel unterscheiden:[10]
  - Syringa pubescens subsp. microphylla var. microphylla mit kahler bis behaarter Blattoberseite und manchmal zur Basis hin fein behaarter Unterseite. Die Blütenkrone ist purpurrot, die Staubbeutel sind purpurn bis schwarzpurpurn.
  - Syringa pubescens subsp. microphylla var. potaninii (C. K. Schneider) P. S. Green & M. C. Chang mit fein behaarter Blattoberseite und besonders entlang des Mittelnervs feinbehaarter bis zottig behaarter Blattunterseite. Die Blütenkrone ist weiß mit leicht rosa Einfärbung. Die Varietät tritt nur in der Provinz Gansu auf.
  - Syringa pubescens subsp. microphylla var. flavoanthera (X. L. Chen) M. C. Chang mit kahler bis behaarter Blattoberseite und manchmal zur Basis hin fein behaarter Unterseite. Die Blüten sind weiß, die Staubbeutel gelb. Die Varietät tritt nur in Shaanxi im Kreis Foping auf.
- Ausladender Flieder[7] (Syringa pubescens subsp. patula (Palibin) M. C. Chang & X. L. Chen) mit leicht vierkantigen, meist schwach flaumhaarigen bis flaumhaarigen Zweigen und Blütenstandsachsen. Die Staubbeutel liegen bis 1 Millimeter innerhalb der Kronröhre. Die Unterart blüht von Mai bis Juli, die Früchte reifen von August bis Oktober. Das Verbreitungsgebiet liegt im Kreis Changbai in Jilin, in Liaoning und in Korea. Die Unterart wurde von Iwan Wladimirowitsch Palibin 1900 als Ligustrum patulum erstbeschrieben und damit der Gattung der Liguster zugeordnet. Nakai Takenoshin beschrieb sie 1926 als Syringa patula in der Gattung der Flieder. 1990 wurde das Taxon als Unterart Syringa pubescens zugeordnet.[11]
- Syringa pubescens subsp. pubescens  mit deutlich vierkantigen, meist kahlen Zweigen und Blütenstandsachsen. Die Staubbeutel liegen 1 bis 3 Millimeter innerhalb der Kronröhre. Die Unterart blüht von Mai bis Juni, die Früchte reifen von Juni bis August. Das Verbreitungsgebiet liegt in den chinesischen Provinzen Hebei, Henan, Shaanxi, Shandong und Shanxi auf Berghängen, in Dickichten und entlang von Flussläufen in Höhen von 900 bis 2100 Metern.[12]

## Verwendung
Der Wollige Flieder wird manchmal aufgrund seiner dekorativen und intensiv duftenden Blüten als Zierstrauch verwendet.

## Nachweise